# Stade Dan-Păltinișanu
Le stade Dan-Păltinișanu (roumain : Stadionul Dan Păltinișanu) est un stade omnisports située à Timișoara en Roumanie. Il est principalement utilisé pour les matchs de football. Il porte le nom de Dan Păltinișanu.
C'est le domicile de l'équipe locale du Fotbal Club Politehnica Timișoara. Le stade a une capacité de 32 019 places et une installation lumineuse de 1 456 lux. 

## Histoire
Ouvert en 1963, le stade fut modernisé au cours des dernières années.
Le bâtiment porte le nom de Dan Păltinișanu (1951-1995), un ancien défenseur né à Bucarest, qui a joué pendant 10 ans pour le FCU Politehnica Timișoara et devint une légende.

## Événements
- Concert de Lepa Brena (+65 000 personnes), 10 août 1984
- Concert de Shakira, 17 juillet 2006

## Galerie

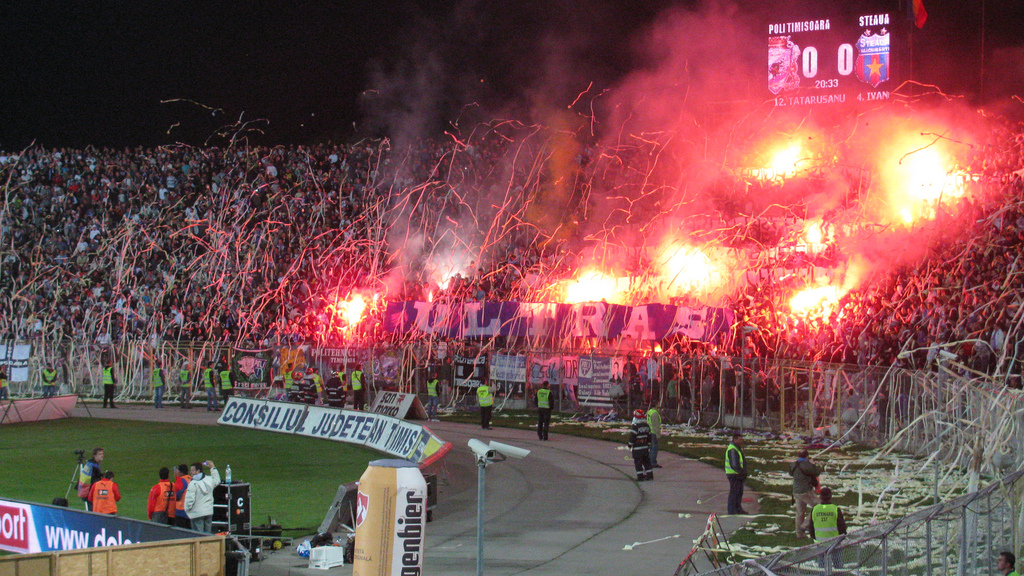